# Nəriman Nərimanov (zajezdnia metra)
Zajezdnia Nəriman Nərimanov (azer. Nəriman Nərimanov adına depo) – zajezdnia metra stanowiąca stację techniczno-postojową dla linii 1 bakijskiej kolei podziemnej, położona w rejonie Nərimanov. Do czasu wybudowania planowanych zajezdni Dərnəgül obsługuje także linię 2.
W czasach Związku Radzieckiego nosiła nazwę Diepo Nariman Narimanow (Депо Нариман Нариманов).

## Historia
14 czerwca 1951 r. zatwierdzono projekt I etapu bakijskiego metra, który obejmował budowę zajezdni oraz odcinka Bakı Soveti – Nəriman Nərimanov. Po śmierci Józefa Stalina Rada Ministrów ZSRR podjęła decyzję o wstrzymaniu inwestycji. Prace budowlane wznowiono jednak w 1961 r. po otrzymaniu środków z budżetu centralnego. Budowę pierwszego odcinka metra zakończono jesienią 1967, kiedy to 5 października z zajezdni Nərimanov wyjechał testowo pierwszy skład wagonów metra. Oficjalnie zajezdnię otwarto 6 listopada 1967 r.

## Opis
Nərimanov to jedyna i najstarsza zajezdnia bakijskiego metra. Zajmuje powierzchnię 18,6 ha. Łącznie na terenie zajezdni stacjonuje 330 wagonów. Zajezdnia leży w pobliżu jedynej naziemnej stacji metra w Baku – Bakmil.

## Tabor
Stan z 10 kwietnia 2021 r.
| Zdjęcie | Typ      | Liczba |
| ------- | -------- | ------ |
|         | 81-760B  | 6      |
| 81-761B | 6        |        |
| 81-763B | 3        |        |
|         | 81-765B  | 24     |
| 81-766B | 36       |        |
|         | 81-717.5 | 92     |
| 81-714  | 163      |        |